# Kungarakany
Kungarakany är ett utdött australiskt språk. Kungarakany talades i Nordterritoriet. Kungarakany tillhörde de gunwingguanska språken. Den sista talaren dog år 1989.